# Geranium angustipetalum
Geranium angustipetalum là một loài thực vật có hoa trong họ Mỏ hạc. Loài này được Hilliard & B.L.Burtt mô tả khoa học đầu tiên năm 1985.